# Frederik Kaiser
Frederik Kaiser (Ámsterdam, 10 de junio de 1808-Leiden, 28 de julio de 1872) fue un astrónomo de los Países Bajos, director del Observatorio de Leiden desde 1838 hasta su fallecimiento en 1872.

## Biografía
Frederik Kaiser fue un impulsor de la astronomía en los Países Bajos a través de sus contribuciones científicas en medidas de posición, la popularización de la astronomía y por ayudar a la construcción de un observatorio con los últimos adelantos en 1861 (hoy en día conocido como el Viejo Observatorio).

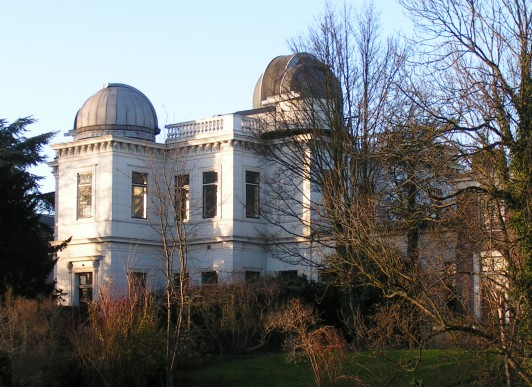
El Viejo Observatorio en Leiden.

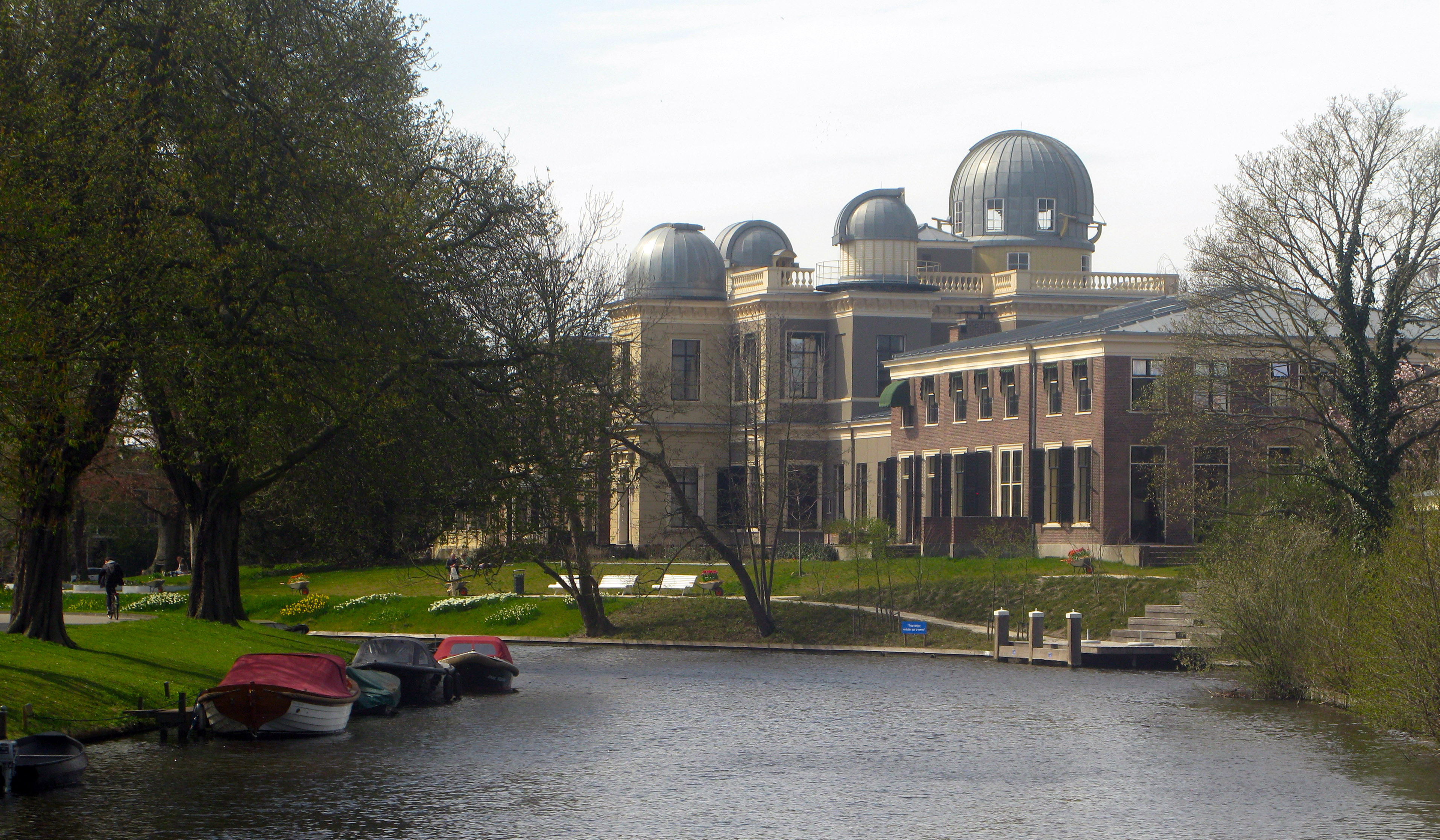
2013

Kaiser realizó una serie de dibujos de la superficie de Marte en su oposición en 1862 y determinó de manera bastante precisa el periodo de rotación del planeta.

### Honores

#### Epónimos
- El cráter lunar Kaiser y el cráter marciano Kaiser.
- El asteroide (1694) Kaiser.
- En la nomenclatura introducida por Richard Proctor para nombrar los cráteres en Marte, el cráter Syrtis Major era llamado "Mar Kaiser". Sin embargo, dicha nomenclatura fue posteriormente abandonada en favor de la introducida por Giovanni Schiaparelli.